# Tryckort
Tryckort är till för att underlätta myndigheternas tillsyn av tryckta skrifter och ingripanden mot tryckfrihetsbrott åläggs tryckerierna vissa skyldigheter i tryckfrihetsförordningen. Justitiekanslern är den myndighet som vakar över gränserna för tryckfrihetsförordningen.  
Lagen föreskriver att tryckeriets namn (tryckort och tryckår) skall sättas ut på varje tryckt skrift som framställs i landet, med undantag av s.k. bild- och tillfällighetstryck, enklare reklamblad m m. Underlåtenhet att korrekt sätta ut tryckort är straffbart.
Inga föreskrifter finns för placering av uppgifterna om tryckorten. I böcker är det vanligast förekommande på tryckortssidan eller på näst sista sidan (kolofon). I broschyrer och foldrar sätts tryckorten oftast på sista sidan längs ryggen.
Tryckort ska alltid anges på tryckt skrift enligt 1 kap. 5 § 2 stycket Tryckfrihetsförordningen (1949:105).